# Haggard (gruppo musicale)
Gli Haggard sono un gruppo musicale heavy metal tedesco, nato nel 1991. La band mescola musica folk, classica, rinascimentale e medievale con del moderno symphonic metal.
Rispetto ad altri gruppi symphonic metal, però, gli Haggard sono molto più vicini alla musica classica che al metal.

## Storia del gruppo
Nati come band death metal, gli Haggard abbandonarono in parte quello stile dopo il primo demo. Decisero infatti di adottare il sound attuale e pubblicarono nel 1997 il loro album di debutto, And Thou Shalt Trust... The Seer. Ad esso seguirono Awaking the Centuries (2000) ed Eppur si Muove (2004): entrambi concept album, il primo è ambientato all'epoca del profeta Michel de Notre-Dame e dei cupi giorni della peste in Europa, mentre il secondo è dedicato all'astronomo Galileo Galilei. La band ha inoltre pubblicato un live album, Awaking the Gods: Live in Mexico, nel 2002, tratto appunto dal tour Messicano di quell'anno.
Nel 2008, il bassista italiano Giacomo Astorri ha collaborato con il gruppo come membro stabile. Oltre alla sua attività con Haggard, Astorri ha suonato in diverse altre band metal, tra cui The Dogma, Infernal Angels (chitarra), ZAP (basso), e attualmente è membro della band doom metal italiana Stryx, il cui album di debutto è in preparazione. 
Attualmente il gruppo è formato da quasi 20 musicisti, nonostante l'unico compositore della band sia il cantante e chitarrista Asis Nasseri. Il quarto album in studio degli Haggard, intitolato Tales of Ithiria, è ufficialmente uscito il 29 agosto 2008.

## Formazione
- Asis Nasseri - voce, chitarraHaggard al Global East Rock Festival 2010
- Claudio Quarta - chitarra
- Michael Stapf - violino
- Aline Deinert - violino
- Ally Storch - violino
- Susanne Ehlers - soprano
- Steffi Hertz - viola
- Hans Wolf - tastiere
- Ingrid Nietzer - tastiere
- Ivica Percinlie - contrabbasso
- Fiffi Fuhrmann - tenore, flauto
- Catalina Popa - flauto
- Stefana Sabau - oboe
- Giacomo Astorri - basso

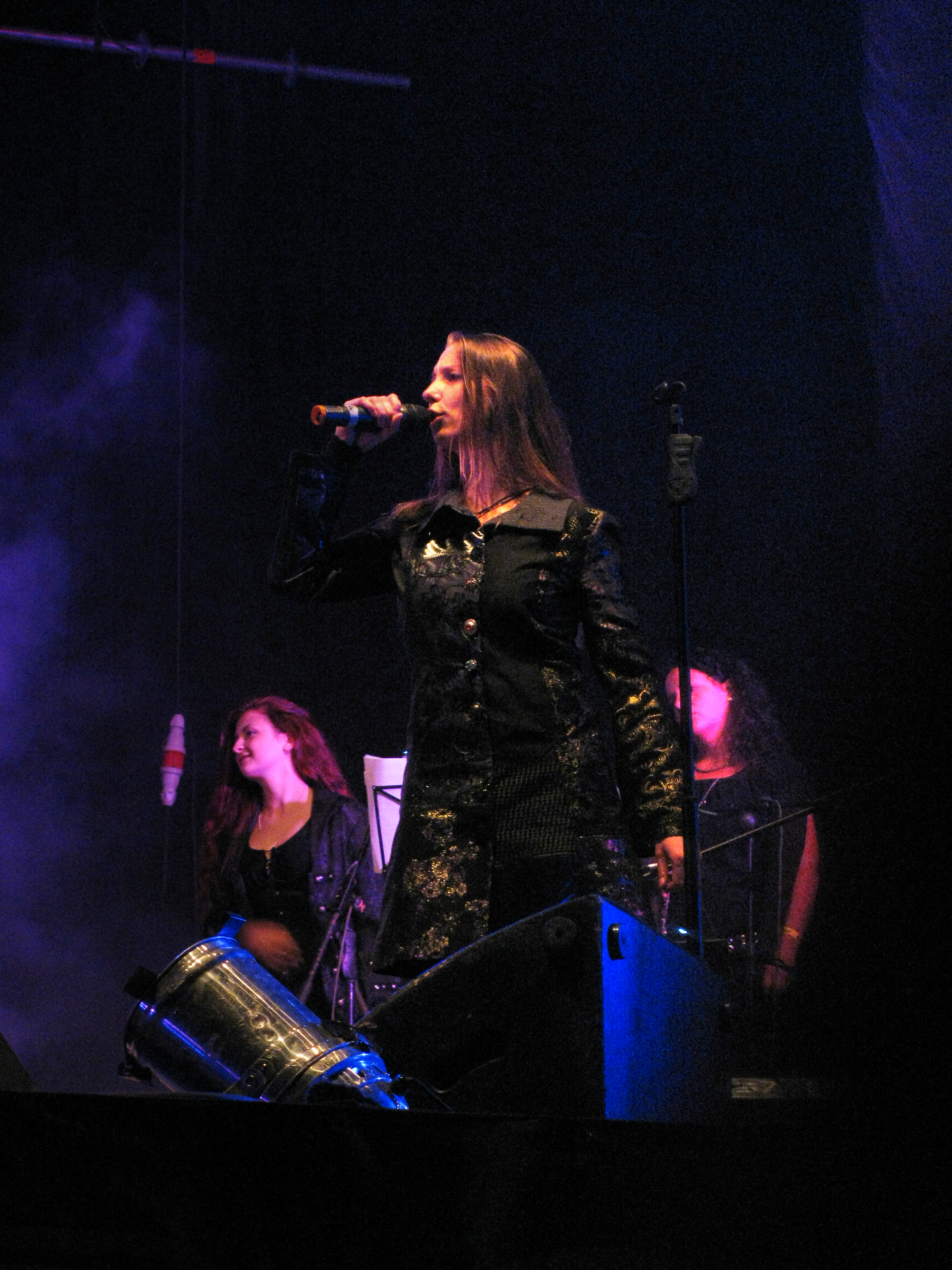
Haggard al Global East Rock Festival 2010

- Johannes Schleiermacher - violoncello
- Florinda Anna - violoncello
- Maurizio Guolo - batteria
- Janika Groß - soprano
- Licia Missori - tastiere

## Discografia

### Demo
- 1994 - Progressive
- 1995 - Once... Upon a December's Dawn

### Album in studio
- 1997 - And Thou Shalt Trust... The Seer
- 2000 - Awaking the Centuries
- 2004 - Eppur si muove
- 2008 - Tales of Ithiria

### Live
- 2001 - Haggard - Awaking the Gods: Live in Mexico

### DVD
- 2002 - Haggard - Awaking the Gods: Live in Mexico